# Bufo torrenticola
Bufo torrenticola är en groddjursart som beskrevs av Matsui 1976. Bufo torrenticola ingår i släktet Bufo och familjen paddor. Inga underarter finns listade.
Detta groddjur förekommer i Japan på södra Honshu. Arten lever i bergstrakter mellan 50 och 1700 meter över havet. Den vistas vanligen i ursprungliga skogar och utanför parningstiden besöks förändrade skogar och landskap vid vattendrag. Parningen sker under ett fåtal veckor i början av april. Honan lägger ägg som är sammanhängande i kedjor och de är fäst vid vattendragens kanter. Grodynglen vandrar till vattendrag och metamorfosen sker mellan juli och september. Grodynglen har en form av extremiteter för att hålla sig fast vid stenar. De vuxna djuren klättrar ibland i träd.
Regionala bestånd kan hotas av skogsröjningar. Hela populationen bedöms som stor. IUCN kategoriserar arten globalt som livskraftig.